# Jeronaton
Jean Torton, dit Jeronaton, né le 4 septembre 1942 à Ghlin (province de Hainaut), est un auteur de bande dessinée et illustrateur belge.

## Biographie
Jean Albert Lucien Torton naît le 4 septembre 1942 à Ghlin. Il est passionné très jeune par la pratique du dessin et la lecture de bandes dessinées, il suit des cours d’arts graphiques à l’Institut Saint-Luc. Ayant quitté cette école avant d’être diplômé, il présente ses travaux à Hergé qui lui propose dans un premier temps de venir travailler aux Studios Hergé. Jean Torton y fait la connaissance de Jacques Martin, Bob de Moor, Edgar P. Jacobs et Roger Leloup. Par la suite, Hergé le recommande au rédacteur en chef du Journal de Tintin, Marcel Dehaye.
Sa première contribution à Tintin est une histoire de western écrite par Yves Duval : Little Big Horn River. Il devient ensuite son propre scénariste et livre de courts récits sur une base mensuelle. Après que Greg a succédé à Marcel Dehaye, Torton collabore à l'hebdomadaire de façon moins régulière mais, d’un autre côté, il réalise des bandes dessinées pour le journal belge Le Soir. Changeant de média, il entre au studio Belvision où il se voit confier entre autres les décors des dessins animés Astérix et Cléopâtre et Tintin et le Temple du Soleil. Renouant avec le Journal de Tintin en 1971, il dessine une histoire sur la Conquista des Amériques : L’Histoire de Popocatepetl et Les Conquérants du Mexique, d’abord seul puis avec Jean-Luc Vernal au scénario.
Après une période pendant laquelle Jean Torton officie comme coloriste pour Liliane et Fred Funcken ainsi que pour Paul Cuvelier, il cesse un temps son activité professionnelle pour vivre retiré à la campagne, dans le Sud de la France. C’est là qu’il consacre une dizaine d’années à réaliser avec son ami Claude Lambert une imposante fresque biblique en 10 volumes aux Éditions du Lombard.
Quand il revient à ses premières amours, son style graphique change et il adopte le pseudonyme de Jeronaton, une anagramme de son nom aux consonances maya et égyptienne. Il s’impose comme l’un des précurseurs de la bande dessinée peinte avec des œuvres comme Champakou ou L’Œuf du monde, qui paraissent à la fin des années 1970 dans Métal Hurlant récemment créé. Dans les années 1980, Jeronaton produit d’autres albums tels que Le Grand Passage et L’Éternel Voyage (en 2 tomes), et, dans un style réaliste, Théodora ainsi qu’un album tiré des Évangiles en 1994 : Yeshoua.
Délaissant quelque temps la bande dessinée au profit de l’illustration, il se tourne au cours de cet intermède vers les images de synthèse, une technique qu’il peaufine pour combiner les dessins vectoriels avec la 3D. Il illustre ainsi pour des encyclopédies des reconstitutions en 3D de sites précolombiens, babyloniens, byzantins et égyptiens. Partant de là, Jeronaton décide de réaliser un album sur ordinateur, auquel il applique ce nouvel art : ce sera Princesse Maya, la première histoire de bande dessinée en relief et en couleur, que l’on peut lire avec des lunettes stéréoscopiques.
Au début des années 2000, l’éditeur Casterman contacte Jean Torton pour lui confier la série des Voyages d’Alix, dont il dessinera quatre albums (écrits par Jacques Martin) se déroulant chez les indiens précolombiens, auxquels se rajoutera une biographie d’Alexandre le Grand dans la série dérivée Alix raconte, avec François Maingoval au scénario.
Au cours de la décennie suivante, il termine, en collaboration avec Pascal Davoz, une épopée historique sur Napoléon Bonaparte en quatre albums.
En 2017, il revient à son thème de prédilection, les Mayas, et raconte l'histoire de Gonzalo Guerrero dans un diptyque intitulé El Nakom, dont le 1er tome paraît en août aux Éditions du Long Bec. Il enchaîne l'année suivante avec le second opus.

## Œuvres en bande dessinée

### Signées Jean Torton
- Les Conquérants du Mexique (scénario de Jean-Luc Vernal, Éditions du Lombard, 1981)[8].
- Guerrero : La Flèche et le feu (scénario de Jean-Luc Vernal, Éditions du Lombard, 1991)
- Les Voyages d’Alix (scénario de Jacques Martin, Casterman)
  - 19. Les Mayas[9] 1re partie (2004)  (ISBN 2-203-32931-9)
  - 21. Les Mayas 2e partie (2005)
- 22. Les Aztèques, Casterman, Bruxelles, septembre 2005
Scénario : Jacques Martin - Dessin : Jean Torton - Couleurs : quadrichromie -  (ISBN 2-203-32940-8)
  - 25. Les Incas[10] (septembre 2006)  (ISBN 2-203-32943-2)
- 37. Babylone - Mésopotamie[11],[12], Casterman, Bruxelles, 28 août 2013
Scénario : Anne Deckers - Dessin : Jean-Marie Ruffieux - Couleurs : Jean Torton -  (ISBN 978-2-203-05821-7),Préface d'Éric Gubel, conservateur en chef aux Musées royaux d'art et d'histoire, Bruxelles.
  - 39. Alésia  (scénario de Pascal Davoz, dessin de Wyllow, couleurs de Jean Torton, 2014)
- Alix raconte (scénario de François Maingoval, Casterman)
  - 1. Alexandre le Grand[13] (2008)  (ISBN 978-2-203-30603-5)
  - 3. Néron (dessin d’Yves Plateau, couleurs de Jean Torton, 2008)

#### Jacques Martin présente
- 4. Tome 1 Napoléon Bonaparte, 1779–1793[14], Casterman, Bruxelles, 24 mars 2010
Scénario : Pascal Davoz - Dessin et couleurs : Jean Torton -  (ISBN 978-2-203-01475-6)
- 5. Tome 2 Napoléon Bonaparte, 1794–1799, Casterman, Bruxelles, 27 février 2013
Scénario : Pascal Davoz - Dessin et couleurs : Jean Torton -  (ISBN 978-2-203-03184-5)
- 6. Tome 3 Napoléon Bonaparte, 1799–1811[15], Casterman, Bruxelles, 8 janvier 2014
Scénario : Pascal Davoz - Dessin et couleurs : Jean Torton -  (ISBN 978-2-203-04632-0)
- 7. Tome 4 Napoléon Bonaparte, 1811–1821, Casterman, Bruxelles, 20 mai 2015
Scénario : Pascal Davoz - Dessin et couleurs : Jean Torton -  (ISBN 978-2-203-04633-7)

#### Les Meilleurs Récits de…
- Les Meilleurs Récits de… t. 37 (scénario d’Yves Duval, Éditions Hibou, 2016-2017)
- 39. Torton / Duval, Hibou, coll. « Les Meilleurs récits de... », Écaussinnes, 2017
Scénario : Yves Duval - Dessin et couleurs : Jean Torton -  (ISBN 978-2-87453-096-8)
- 44. Torton / Duval, Hibou, coll. « Les Meilleurs récits de... », Écaussinnes, 2018
Scénario : Yves Duval - Dessin et couleurs : Jean Torton -  (ISBN 978-2-87453-102-6)
- 57. Torton / Vernal, Hibou, coll. « Les Meilleurs récits de... », Écaussinnes, décembre 2019
Scénario : Jean-Luc Vernal, Jean Torton - Dessin et couleurs : Jean Torton -  (ISBN 978-2-87453-132-3)

### Signées Jeronaton
- Champakou, Les Humanoïdes associés, coll. « Métal hurlant », Paris, octobre 1979
Scénario, dessin et couleurs : Jeronaton -  (ISBN 2-7316-0001-2),Réédition en 2007 par Les éditions de la Fibule[16] (ISBN 978-2-9523621-4-6).
- L’Œuf du monde, Les Humanoïdes Associés, coll. « Métal hurlant », Paris, novembre 1981
Scénario, dessin et couleurs : Jeronaton -  (ISBN 2-7316-0119-1)
- Le Grand Passage (Magic Strip, 1982)[17]
- Amazones, Les Humanoïdes Associés, coll. « Métal hurlant », Paris, avril 1984
Scénario, dessin et couleurs : Jeronaton -  (ISBN 2-7316-0298-8)
- L’Éternel Voyage
  1. tome 1 (Bédéscope, 1985)
  2. tome 2 (Création, 1986)
- Theodora t. 1 : Les Mongols (Glénat, 1989)
- Princesse Maya (Albin Michel, 2003)
- El Nakom
  - Tome 1[18], Éd. du Long Bec, 2017 (ISBN 9791092499537)
  - Tome 2[7], Éd. du Long Bec, septembre 2018 (ISBN 9791092499841)
- Anaxiléa, Les Sculpteurs de Bulles, 2021  (ISBN 9791092486551)

## Illustration
- La Fresque biblique[19] (textes de Claude Lambert et Olivier Cair-Hélion, Éditions du Lombard)
  1. Au commencement (1986)
  2. Au temps des pharaons (1986)
  3. En Terre promise (1987)
  4. Les Siècles de fer (1987)
  5. David et Salomon (1987)
  6. La Colère des prophètes (1987)
  7. Sous l’empire de Babylone, 1988  (ISBN 2803606720)
  8. Les Colosses aux pieds d’argile (1988)
  9. Jésus le fils de l’homme (1989)
  10. La Fin des temps (1990)
- Yeshoua, la promesse du Royaume (Fraternité Éditions)
  1. L’Envoyé, 1994  (ISBN 9-782950-892300)

### Livres-jeux
- Les Maîtres du mal, Loup* Ardent no 4, janvier 1997
- Le Chasseur de mages, Défis fantastiques no 56, juin 1997

## Analyse de l’œuvre
Si l’œuvre de Jeronaton ne compte pas de héros récurrent, certains thèmes y sont fréquemment évoqués : les forêts vierges d’Amérique du Sud, les civilisations précolombiennes et les théories de Däniken ou de Charroux sur les extra-terrestres. L’auteur « cherche à faire partager ses interrogations et ses émerveillements sur les mythes et les mystères de l’Histoire de notre planète ».

## Prix
- 1972 :  prix Saint-Michel de la meilleure recherche graphique pour Les Conquérants du Mexique[21].